# Problème d'empilage de blocs

Les huit premiers blocs de la solution du problème d'empilement de blocs de même largeur, avec surplombs indiqués.

En statique (et en mathématiques récréatives), le problème d'empilage de blocs (aussi le  problème d'empilage de livres, ou d'autres dénominations similaires) est une devinette concernant l'empilage possible de blocs sur le bord d'une table. Au lieu d'empilements de blocs, on rencontre aussi des étalements de cartes à jeux.

## Description
Le problème d'empilement de blocs est le puzzle suivant :
Comment poser {\displaystyle N} blocs  rectangulaires et rigides sur le bord d'une table de manière à maximiser le surplomb.

## Historique

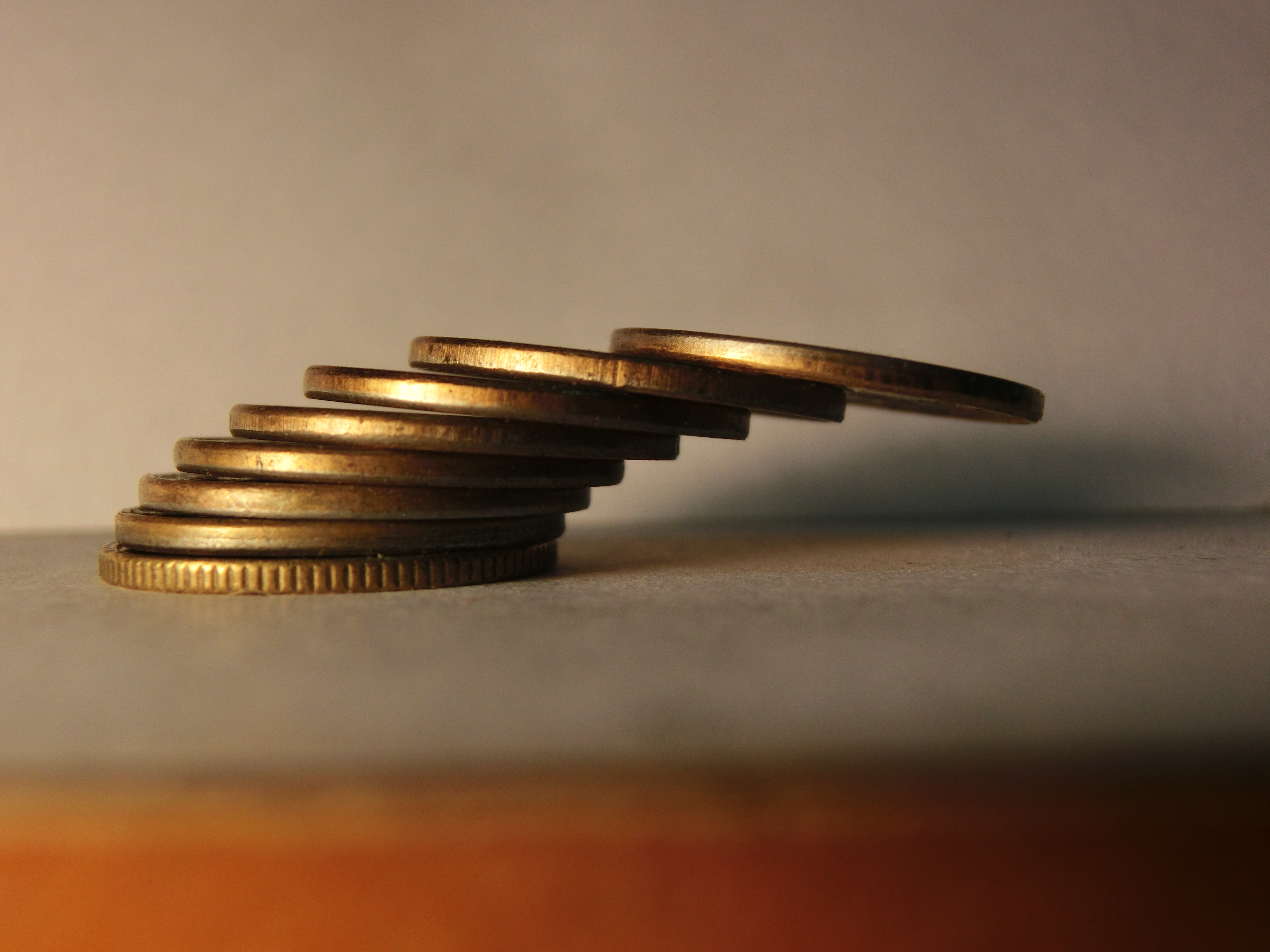
Un empilement de pièces de monnaie ; la pièce du haut est entièrement hors de la région au-dessus de la pièce la plus basse.

Le problème d'empilement de blocs a une longue histoire, à la fois en mécanique  et comme problème de récréation mathématique. Dans leurs articles ,,
Paterson et ses coauteurs fournissent une longue liste de références sur ce problème qui est traité dans des écrits de mécanique remontant jusqu'au milieu du XIXe siècle. Il fait aussi partie sous une autre forme des récréations mathématiques étudiées par Martin Gardner, par exemple.

## Variantes

### Empilage simple
Dans le modèle à empilage simple (single-wide problem),  il y a un seul bloc à chaque niveau.  Quand les blocs sont tous identiques et rectangulaires, le surplomb maximal {\displaystyle d_{N}} pour {\displaystyle N} blocs est
{\displaystyle d_{N}={\frac {1}{2}}\sum _{i=1}^{N}{\frac {1}{i}}={\frac {1}{2}}H_{N}}.
C'est la moitié de la somme partielle de la série harmonique. Les premiers termes sont :
| N                     | 1   | 2   | 3     | 4     | 5       | 6     | 7       | 8       | 9         |
| {\displaystyle d_{N}} | 1/2 | 3/4 | 11/12 | 25/24 | 137/120 | 49/40 | 363/280 | 761/560 | 7129/5040 |
Ces nombres forment les suites  A001008 et   A002805 de l'OEIS.
Comme la série harmonique diverge, le surplomb maximum  tend vers l'infini avec  {\displaystyle N}, ce qui signifie que l'on peut réaliser des surplombs arbitrairement grands à condition d'empiler un nombre suffisant de blocs. Asymptotiquement, le surplomb maximal est
{\displaystyle {\frac {1}{2}}\ln \,N}.

### Empilage multiple

Comparaison de l’empilement simple (en haut) et de l'empilement multiple (en bas) avec 3 blocs.

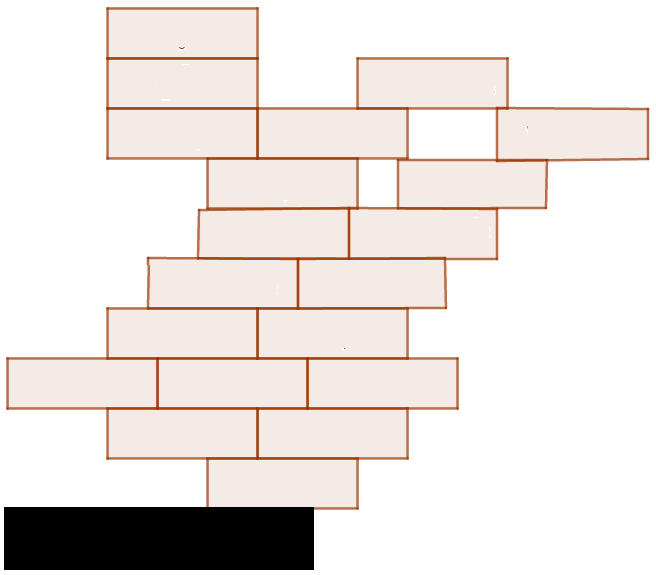
Empilage surplombant maximal avec 20 blocs identiques.

Lorsque l'on utilise plusieurs blocs à chaque niveau le contrepoids intervient pour permettre de réaliser des surplombs plus grands. Déjà avec trois blocs, deux blocs au dessus du premier niveau peuvent se contrebalancer et donnent un surplomb de 1, alors que dans le cas simple, le surplomb est au plus 11/12. Paterson et Zwick, puis Paterson, Peres, Winkler et Zwick, ont montré le surplomb maximal que l'on peut atteindre est asymptotiquement
{\displaystyle c{\sqrt[{3}]{N}}}
ce qui contraste avec le cas simple où le surplomb est proportionnel au logarithme du nombre de blocs. Pour des petits nombres de blocs, il existe des solutions plus optimales.

## Robustesse
Hall 2005 étudie le problème de l'empilement en tenant compte de contraintes physiques, telles la robustesse des matériaux, les coins éventuellement arrondis, la précision du placement des blocs, et introduit certaines variantes comme des forces de frottement non nulles entre des blocs adjacents.